# Welti-Preis
Der Preis der Welti-Stiftung für das Drama (abgekürzt Welti-Preis) ist ein Schweizer Literaturpreis, der nach dem Schweizer Rechtshistoriker Friedrich Emil Welti (1857–1940) benannt ist. Er wird nach Ausschreibung verliehen.

## Geschichte
1891 stiftete Welti dem Berner Gemeinderat 20.000 Fr. Aus den Zinsen sollte alle drei Jahre ein Preis für ein in den vorangegangenen Jahren entstandenes nationales Theaterstück verliehen werden. 1923 änderte er die Stiftungsbestimmungen: Die Schweizerische Schillerstiftung wurde mit der Auswahl der Preisträger betraut. Der Gemeinderat der Stadt Bern stellte aufgrund dieses Vorschlags die Preissumme zur Verfügung. In den Jahren 1939 und 1940 kamen durch weitere Schenkung bzw. das Vermächtnis Weltis insgesamt 30.000 Fr. hinzu. 
Der Preiswettbewerb wird ausgeschrieben für Schweizerinnen und Schweizer, die eingereichten Stücke können in allen vier Landessprachen oder in Mundart geschrieben sein.
2003 fand die letzte Preisverleihung unter Mitwirkung der Schweizerischen Schillerstiftung statt. Für die Welti-Stiftung für das Drama werden neue Statuten erarbeitet.
„Aus den Restmitteln des Welti-Fonds von rund 40.000 Franken“ sollen von 2017 bis 2020 vier Welti-Preise für das Drama von je 10.000 Franken vergeben werden.

## Preisträger seit 1923
- 2017 Andri Beyeler
- 2007 Klaus Händl für Dunkel lockende Welt und Olivier Chiacchiari für La mère et l'enfant se portent bien
- 2003 Guy Krneta für Das Leben ist viel zu kurz, um offene Weine zu trinken, Beat Sterchi für Nach Addis Abeba und Alberto Nessi für Prima di notte
- 2000 Verleihung ausgesetzt
- 1997 Stephan Honegger für Rolf ou le crépuscule de l’ange
- 1994 Matthias Zschokke für Der reiche Freund
- 1991 Michael Zochow für Drei Sterne über dem Baldachin
- 1988 Kein 1. Preis; 2. Preis: Frank Geerk für Der Genetiker; 3. Preis: René Regenass für Tango d’amore
- 1985 Maja Beutler für Das Marmelspiel, E. Y. Meyer für Das System
- 1982 Claude Cueni für Ohne Preis kein Fleiss, Kurt Hutterli für Überlebenslust
- 1979 Heinz Stalder für Pestalozzi
- 1976 Hansjörg Schneider für Der Erfinder
- 1973 Ulrich Schenker für Handspiel
- 1970 Herbert Meier für Rabenspiele
- 1967 Peter Lotar für Der Tod des Präsidenten
- 1964 Verleihung ausgesetzt
- 1961 Louis Gaulis für Capitaine Karagheuz
- 1957 Verleihung ausgesetzt
- 1954 Marcel Gero für Christopher Marlowe’s Ende
- 1951 Maurice Zermatten für Isabelle de Chevron
- 1948 Friedrich Dürrenmatt für Es steht geschrieben
- 1945 Max Frisch für Santa Cruz
- 1942 René Morax für Job le vigneron
- 1939 Alfred Gehri für Sixième Etage
- 1936 Cäsar von Arx für Verrat von Novara
- 1933 Hans Mühlestein für Menschen ohne Gott
- 1930 Cäsar von Arx für Die Geschichte vom General Johann August Suter
- 1927 Georges Oltramare für Don Juan ou la solitude
- 1924 keine Verleihung